# Isidor Milgram
Isidor Wolfowicz Milgram, ros. Исидор Вольфович Мильграм (ur. 15 grudnia 1896 w Kaliszu, zm. 10 marca 1938 w Moskwie) – radziecki funkcjonariusz służb specjalnych.

## Życiorys
Był narodowości żydowskiej. Podczas I wojny światowej jego rodzina wyjechała do Niemiec. Isidor W. Milgram pracował jako robotnik fizyczny. W 1916 r. wstąpił do Socjaldemokratycznej Partii Niemiec, a wkrótce potem do frakcji bolszewików Socjaldemokratycznej Partii Robotniczej Rosji. Współpracował m.in. z Karlem Liebknechtem. W 1917 r. został aresztowany. Po kilkumiesięcznym uwięzieniu skierowano go do pracy w zakładach metalurgicznych Kruppa w Zagłębiu Ruhry, skąd zbiegł do Holandii. Prowadził tam agitację rewolucyjną, zwłaszcza po wybuchu rewolucji bolszewickiej 1917 Pod koniec 1918 zagrożony aresztowaniem, wyjechał do Rosji. Na początku  1919 skierowano go ze specjalnymi zadaniami z powrotem do Holandii, ale na granicy z Niemcami został aresztowany, po czym 8 miesięcy spędził w więzieniu. Statkiem został deportowany do Estonii, ale w Gdańsku udało mu się zbiec, po czym przybył do Belgii. Na początku lipca 1920 r. powrócił do Rosji. Podczas wojny polsko-bolszewickiej od sierpnia do grudnia tego roku służył w wywiadzie sztabu 4 Armii. Prowadził działania wywiadowcze na terytorium Polski pod fałszywym nazwiskiem Schmidt. Od marca 1921 r. był funkcjonariuszem Oddziału Zagranicznego CzeKa. Do 1922 r. przebywał nielegalnie w Holandii, zaś do 1924 r. w Niemczech. Następnie pełnił funkcję zastępcy rezydenta OGPU w Grecji. W grudniu 1925 został aresztowany, po czym wymieniono go na sekretarza ambasady greckiej, aresztowanego w Moskwie. W połowie 1926 został rezydentem INO OGPU w Szanghaju. W lipcu 1927 r. powrócił do ZSRR. W 1928 r. skierowano go do Mińska do wypełniania zadań specjalnego przeznaczenia. Od stycznia 1930 r. do września 1934 studiował  w Instytucie Czerwonej Profesury w Moskwie. Jednocześnie wykładał dyscypliny specjalne w wyższej szkole OGPU. Następnie pracował w Akademii Nauk ZSRR, pełniąc funkcję sekretarza Instytutu Ekonomii. 12 maja 1937 został aresztowany. Po śledztwie skazano go na karę śmierci, wykonaną przez rozstrzelanie 10 marca 1938 r.